# Stazione di Capralba
La stazione di Capralba è una fermata ferroviaria posta lungo la linea Treviglio-Cremona, a servizio dell'omonimo comune.

## Storia
Nonostante la linea ferroviaria Treviglio-Cremona, attivata nel 1863, lambisse il centro abitato di Capralba, non fu realizzata alcuna stazione, a causa della scarsa importanza del centro.
Tuttavia, in seguito alle richieste della popolazione, nel 1914 fu attivata una fermata.
L'edificio a servizio della fermata era una semplice costruzione a due piani nel tipico stile ferroviario in uso agli inizi del XX secolo ed era pressoché confinante con il casello ferroviario che serve ancor'oggi alla strada che conduce a Farinate.
Già nell'immediato secondo dopoguerra gli amministratori locali provarono ad attivarsi affinché la fermata di Capralba fosse fornita di ulteriori servizi: varie lettere sono documentate nel 1948, nel 1949 e, più tardi, nel 1969.
Nel 1971 venne coinvolto l'onorevole socialista Renzo Zaffanella, il quale indirizzava un'interrogazione destinata al Ministero dei trasporti, nella quale si chiedeva l'allargamento del marciapiede, un miglioramento dell'illuminazione, la costruzione di una pensilina, il ripristino della biglietteria. La risposta del Ministero fu celere e negativa.
Le iniziative, tuttavia proseguirono: da un articolo del 1972 veniamo a sapere che si aprì uno spiraglio dopo l'intervento dell'onorevole democristiano Amos Zanibelli e nell'estate dello stesso anno arrivò il sì definitivo alla riqualificazione.
Nel 1974 i lavori erano in pieno svolgimento ed il nuovo edificio, con le strutture connesse, fu reso pienamente funzionale nel 1976.

## Strutture ed impianti
La fermata conta un unico binario per il servizio passeggeri.

Il fabbricato viaggiatori è un piccolo edificio moderno, che contiene una sala d'attesa e un esercizio commerciale (bar).

## Movimento
La fermata è servita dai treni regionali in servizio sulla tratta Treviglio–Cremona, con frequenza oraria.